# Curtiss XP-46
Curtiss XP-46 (Curtiss Model 86) byl prototyp amerického jednomístného jednomotorového stíhacího dolnoplošníku z období druhé světové války. Byl to pokus továrny Curtiss-Wright Corporation o vývoj perspektivní náhrady typu Curtiss P-40 (tovární označení Model 81-A) jehož prototyp byl zalétáván od října 1938, přičemž v té době byl stále ještě zdokonalován a upravován — řada částí konstrukce byla přestavována; první sériový stroj s/n 39-156 byl dodán teprve v dubnu 1940.

## Vývoj
Americké armádní letectvo zadalo vývoj tohoto typu 29. září 1939 a přidělilo mu označení XP-46. Na základě požadavků firma Curtiss konstruovala jednomotorový dolnoplošník, který byl o něco menší než P-40. Záďový zatahovací podvozek se širokým rozchodem se zatahoval směrem k trupu. Pro jeho pohon byl vybrána zcela nová verze motoru Allison V-1710-39, vidlicový dvanáctiválec o maximálním výkonu 1150 hp (857,5 kW) s třílistou vrtulí Hamilton Standard. Výzbroj se měla skládat ze dvou synchronizovaných kulometů Colt-Browning ráže 12,7 mm v přídi trupu a osmi kulometů AN M/2 ráže 7,62 mm v křídle, střílející vně okruhu vrtule bez nutnosti synchronizace. O něco později byla požadována i instalace samosvorných palivových nádrží a 65 liber (29,48 kg) pancéřování (nevelká hmotnost nejspíše představovala pouze pancéřovou desku za zády pilota).

## Testy
Byly dodány dva prototypy (sériové č. 40-3053 a 40-3054). Druhý z nich, označený XP-46A, byl pro urychlení stavby dokončen bez výzbroje a radiostanice. XP-46A byl hotov o měsíc dříve než první prototyp a byl zalétán 15. února 1941. Jeho výkony ale byly menší, než se očekávalo. V té době se navíc letectvo rozhodlo, že modernizaci své výzbroje prozatím bude řešit novými verzemi P-40 se stejným motorem V-1710. Tím se zabránilo výpadku ve výrobě stíhacích letadel na linkách, které už produkovaly typ P-40. Stroje P-40E (včetně nevelkého počtu strojů P-40D jen se čtyřmi kulomety ráže 12,7 mm) přitom měly mírně vyšší výkony, než XP-46.

## Specifikace

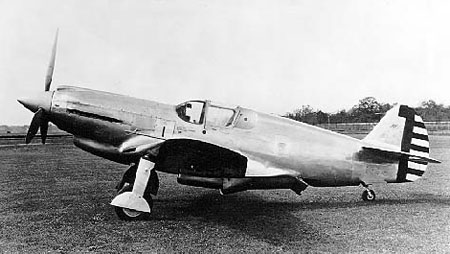
XP-46 (40-3054)

### Technické údaje
- Osádka: 1
- Rozpětí: 10,446 m
- Délka: 9,195 m
- Výška: 3,96 m
- Nosná plocha: 19,33 m²
- Hmotnost prázdného stroje: 2551 kg
- Vzletová hmotnost: 3321 kg
- Maximální vzletová hmotnost: 3477 kg
- Pohonná jednotka: 1 × kapalinou chlazený přeplňovaný čtyřdobý zážehový vidlicový dvanáctiválec Allison V-1710-39, maximální výkon 1150 hp (857,5 kW)

### Výkony
- Maximální rychlost (ve výšce 3718 m): 571 km/h
- Max. trvalá rychlost: 534 km/h (na maximum trvalého režimu motoru)
- Pádová rychlost: 128 km/h
- Dostup: 8991 m
- Čas výstupu do 3749 m: 5 min.
- Dolet: 523 km

### Výzbroj
- 2 × synchronizovaný kulomet M2 Browning ráže 0.50 in (12,7 mm) v trupu
- 8 × kulomet AN M/2 ráže 0.30 in (7,62 mm) v křídle